# Fiesta Capital de la Uva y el Vino

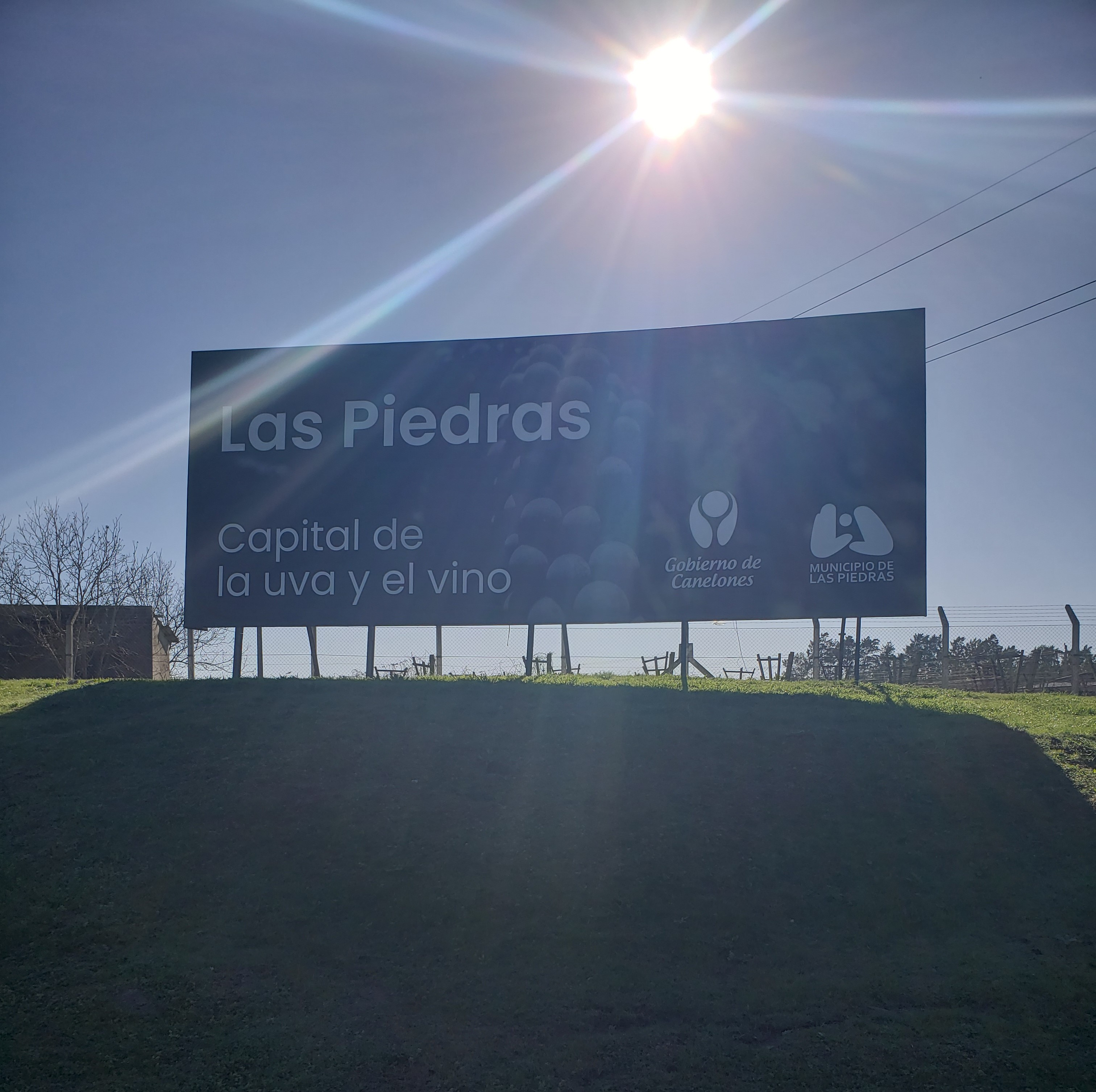
Las Piedras, Capital de la Uva y el Vino.

La Fiesta Capital de la Uva y el Vino es un evento que se desarrolla desde el año 2022 en la ciudad de Las Piedras, Canelones, Uruguay. Tiene lugar en la plaza Batlle y Ordóñez de la misma ciudad durante le segunda semana de noviembre. Este año se realizará el 11 de noviembre en el Parque Artigas.

## Las Piedras, Capital de la Uva y el Vino
El lanzamiento de la celebración surge en el contexto de la declaración de la ciudad de Las Piedras como Capital de la Uva y el Vino del Uruguay. Su primera edición fue el 12 de noviembre del 2022 e incluyó degustaciones, espectáculos artísticos y concursos gastronómicos. También se desarrolla la selección de la representante departamental de la vendimia.

## Respaldo
El evento cuenta con el apoyo del Ministerio de Turismo de Uruguay así como el de la Intendencia Departamental de Canelones. Las bodegas participantes forman parte del circuito turístico y productivo de la zona, centro vitivinícola del país y parte de la Ruta del vino de Canelones. Esto genera empleos y ayuda a mantener el proyecto que conforman las bodegas, el INAVI, el Museo de la Uva y el Vino y la Escuela de Vitivinicultura "Tomás Berreta".

## Ediciones
En la edición del año 2022 participaron bodegas del departamento. Camila Berdía fue elegida como la Representante Departamental de la Vendimia.